# Gâteau de Battenberg

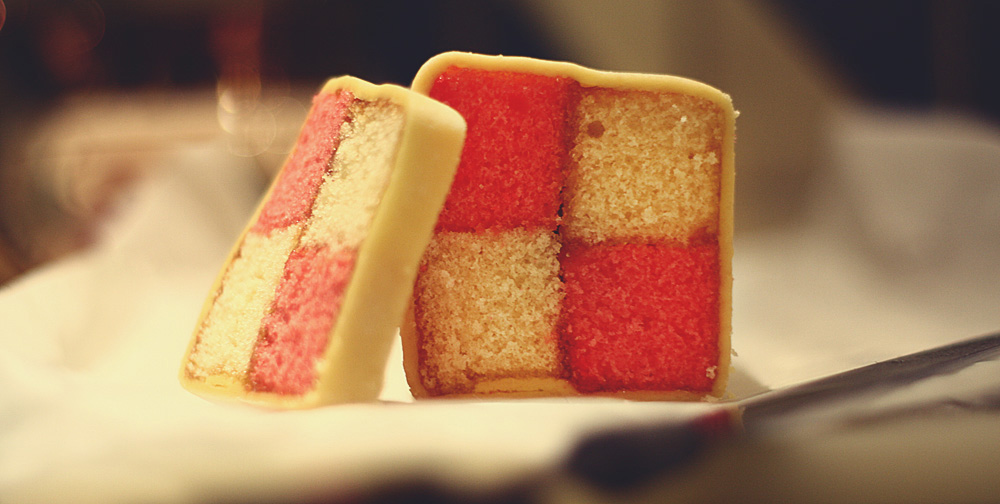
Le motif à carreau distinctif du gâteau de Battenberg.

Un gâteau de Battenberg est une pâtisserie à base de génoise, enduite de pâte d'amandes, et dont la tranche montre un damier de quatre carreaux roses et jaunes. Le gâteau fut créé en 1884 par les cuisiniers de la royauté britannique pour célébrer le mariage de Victoria de Hesse-Darmstadt avec le prince Louis Alexandre de Battenberg.

## Historique
Les chefs cuisiniers de la famille royale britannique découvrirent la pâtisserie allemande, y compris l'utilisation de couleurs vives et la pâte d'amande à l'époque de la reine Victoria. Le premier gâteau de Battenberg se fit à l'allemande pour célébrer le mariage de la petite-fille de la reine Victoria, Victoria de Hesse-Darmstadt. Il doit son nom à son mari, le prince Louis de Battenberg.
Du fait d'un sentiment général anti-allemand pendant la Première Guerre mondiale, le prince Louis anglicisa son nom en Mountbatten. Néanmoins, le gâteau garda son appellation originelle de Battenberg.

## Préparation
On fit le premier gâteau de Battenberg avec un gâteau de Savoie à l'amande, teignant une moitié de la pâte en rose. Ensuite on coupa cette base en quatre longueurs qui furent collées l'une à l'autre avec de la confiture d'abricots, donnant un motif de damier. Finalement le gâteau fut enveloppé d'une pâte d'amande fine, collée elle aussi avec de la confiture.
Les variations reconnues comprennent l'incorporation de noix de coco au gâteau de base et le remplacement de la confiture d'abricots par de la crème de citron ou de la confiture de framboise.